# Friedrich Wilhelm Hagen
Pour les articles homonymes, voir Hagen.
Friedrich Wilhelm Hagen junior, né le 16 juin 1814 à Dietersheim-Dottenheim et mort le 13 juin 1888 à Erlangen, est un médecin et psychiatre bavarois. Il fait partie de la commission qui a proclamé l'incapacité à régner du roi Louis II.

## Biographie
Friedrich Wilhelm Hagen est l'un des quatre fils du pasteur Friedrich Wilhelm Hagen. Après avoir fréquenté l'école latine de Windsheim, il étudie, à partir de 1827, d'abord la théologie, puis la médecine à Erlangen et Munich. Il obtient son doctorat en médecine le 18 août 1836. Il acquiert de l'expérience pratique dans un cabinet médical de campagne à Velden. Une subvention lui permet, en 1844, de voyager et rencontrer des médecins connus en Allemagne, à Paris, Londres et Gand.
En 1846, assistant à l'hôpital psychiatrique d'Erlangen, il est chargé du transfert de 46 malades mentaux de l'asile de Schwabach dans le nouvel asile d'Erlangen. Ils trouvent les patients dans un état lamentable, partiellement nus sur de la paille et attachés au mur avec des chaînes autour du cou. Cette situation déclenche chez lui son engagement pour une existence digne et acceptable des malades
Le 22 juillet 1847 Hagen épouse Margarethe Babette Engerer (1824-1912) à Windheim. Le couple aura sept enfants, dont le futur lieutenant-général bavarois Edward Hagen (1851-1932). En 1849 Hagen, il est nommé directeur de l'asile d'Irsee d'asile près de Kaufbeuren. De 1859 à 1887, il est le directeur de l'hôpital psychiatrique du district d'Erlangen et de 1860 à 1887, professeur de psychiatrie à Erlangen.
En 1886, Friedrich Wilhelm Hagen est le médecin-chef auprès du roi de Bavière.
En raison de ses compétences, il est invité à collaborer au Dictionnaire de physiologie (Handwörterbuch der Physiologie).
Hagen fait partie, avec Bernhard von Gudden, Hubert von Grashey et Max Hubrich de la commission chargée de statuer sur la santé mentale de Louis II. L'avis rendu le 8 juin 1886 conclut à la folie du roi. D'après Rudolf Sponsel, de la Gesellschaft für allgemeine und integrative Psychotherapie Deutschland (SGIPT), Hagen est probablement le plus compétent des quatre évaluateurs, bien que moins célèbre de Bernard von Gudden. Cependant, le professeur Heinz Häfner, de l'Académie des Sciences de Heidelberg et fondateur du Zentralinstitut für Seelische Gesundheit de Mannheim, la conclusion de la commission n'est plus tenable aujourd'hui. Dans son livre Ein König wird beseitigt. Ludwig II. von Bayern, il affirme que Louis II ne présentait aucune faiblesse mentale, paranoïa ni troubles psychotiques,.

## Publications
- Studien auf dem Gebiete der ärztlichen Seelenkunde, 1870
- Über psychische Behandlung des Geisteskranken
- Fixe Ideen

## Literatur
- (de) Theodor Kirchhoff (de), « Hagen, Friedrich Wilhelm », dans Allgemeine Deutsche Biographie (ADB), vol. 49, Leipzig, Duncker & Humblot, 1904, p. 700-701
- (de) Heinz Röhrich, « Hagen, Friedrich Wilhelm », dans Neue Deutsche Biographie (NDB), vol. 7, Berlin, Duncker & Humblot, 1966, p. 475 (original numérisé).